# Renedo de la Vega
Renedo de la Vega è un comune spagnolo di 247 abitanti situato nella comunità autonoma di Castiglia e León.